# Johanna Kappes
Johanna Kappes (* 18. April 1879 in Karlsruhe; † 1933) war eine deutsche Ärztin. Sie war die erste regulär zugelassene Studentin einer deutschen Universität.

## Leben und Wirken
Johanna Kappes war schon vor ihrem Studium eine Vorreiterin der Gleichberechtigung. Sie absolvierte zusammen mit Rahel Straus 1899 als zwei von vier Gymnasiastinnen ihr Abitur am ersten deutschen Mädchengymnasium in Karlsruhe (dem heutigen Lessing-Gymnasium). Beide Frauen hatten den Wunsch Medizin zu studieren; Straus ging an die Universität Heidelberg und Kappes an die Universität Freiburg.
Die Widerstände gegen Frauen an Universitäten waren groß, weshalb sie mehrere Professoren aufsuchte, um sie von ihren Fähigkeiten zu überzeugen. Mit deren Erlaubnis durfte Kappes schließlich Vorlesungen besuchen, konnte als Hörerin aber kein Examen abschließen. Während ihres ersten Semesters ermunterte der „Verein Frauenbildung-Frauenstudium“ die Frauen, für eine gleichwertige Zulassung als Studentinnen zu kämpfen. Daraufhin verfasste Kappes am 2. November 1899 eine Petition an den Senat, die dieser jedoch ablehnte. Gustav Steinmann leitete die Petition als Prorektor der Universität an das zuständige Ministerium der Justiz, des Kultus und des Unterrichts nach Karlsruhe weiter, das entschied, dass auch Frauen an der Universität in Freiburg studieren dürfen. Am 28. Februar 1900 konnten sich Kappes und vier weitere Frauen rückwirkend zum Beginn des Wintersemesters 1899/1900 immatrikulieren. Die bereits geleisteten Leistungen wurden angerechnet.
Im Jahr 1904 wurde sie von der Medizinischen Fakultät der Universität Freiburg promoviert und heiratete den Arzt Heinrich Worminghaus. Zusammen eröffneten sie eine Gemeinschaftspraxis in Nürnberg, wo sie bis zu ihrem Tode tätig war.